# Raoul Wallenberg
Pour les articles homonymes, voir Wallenberg.
Raoul Wallenberg, né le 4 août 1912 près de Stockholm, et dont la date de décès reste incertaine,, est un diplomate suédois. Héritier de l'empire industriel et financier de la famille Wallenberg, il mène une carrière d'homme d'affaires dans plusieurs pays avant d'être envoyé à Budapest pendant la Seconde Guerre mondiale. Il bénéficie d'un statut de diplomate, avec pour mission de contribuer à sauver les Juifs de Hongrie.
Il utilise la possibilité de délivrer des passeports temporaires déclarant que leurs possesseurs étaient des citoyens suédois en attente de rapatriement. Il négocia également avec des officiels nazis, comme Adolf Eichmann, afin d'obtenir l'annulation de déportations. Wallenberg sauva ainsi plusieurs milliers de personnes selon les sources : environ 20 000 Juifs selon le CRIF dans un article du Monde, de 4500 (selon Bauer) ou de 7 à 9000 selon Randolph Braham. D'autres estimations allant jusqu'à 100 000 personnes ont circulé.
Il est arrêté le 17 janvier 1945 par l'Armée rouge, probablement soupçonné d'être un espion à la solde des États-Unis. Ce qui lui arrive ensuite n'est pas connu. Selon la version officielle des Soviétiques, il serait mort en 1947, d'une crise cardiaque pendant sa captivité, mais des témoins ont affirmé l'avoir vu vivant dans les prisons de Russie ou de Sibérie jusque dans les années 1980. En 2000, le nouveau gouvernement russe a conclu que Wallenberg était effectivement mort en 1947, mais exécuté. Toutefois, en 2001, des enquêteurs suédois indiquaient : « Il n'existe pas de preuve tangible de ce qu'il est advenu de Raoul Wallenberg ». Il fut confirmé dans les années 1990 que Raoul Wallenberg travaillait avec l'Office of Strategic Services (OSS), ancêtre de la CIA.
En raison de son rôle exceptionnel pendant la Shoah, l’État d’Israël accorde à Wallenberg le titre de Juste parmi les nations (par le mémorial de Yad Vashem) et le titre de citoyen d'honneur d'Israël. Il est fait en 1981 citoyen d'honneur des États-Unis, distinction qu'un seul étranger, Winston Churchill, avait reçue avant lui. Raoul Wallenberg a aussi plus tard été fait citoyen d'honneur du Canada et de la Hongrie. Sa mémoire est honorée par de nombreux monuments, rues, parcs, comités et instituts qui portent son nom dans le monde entier.

## Jeunesse et formation

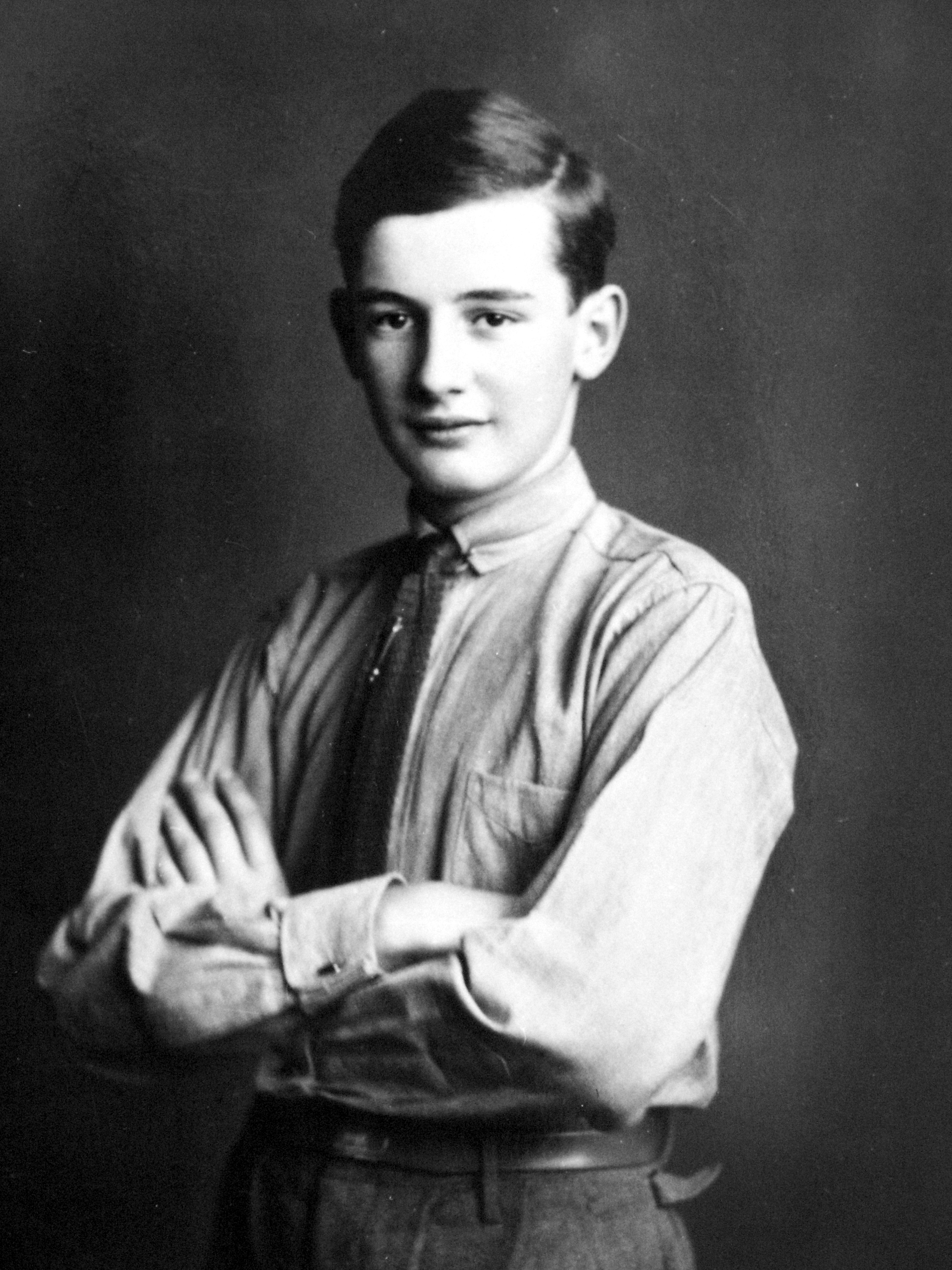
Raoul Wallenberg dans son enfance.

Wallenberg naît à Kappsta, dans la commune de Lidingö, près de Stockholm. Issu d'une famille luthérienne, il possède une lointaine racine juive en la personne du grand-père de sa grand-mère qui est un Juif du nom de Michael Benedicks, émigré en Suède en 1780, et qui a dû s'y convertir au christianisme,.
Raoul est le fils de Raoul Oscar Wallenberg (1888-1912), officier de la marine suédoise, et de Maria « Maj » Sofia Wising (1891-1979). Son père, Raoul Oscar, meurt d'un cancer trois mois avant sa naissance. En 1918, sa mère se remarie avec Fredrik von Dardel (-1979) et Raoul a un demi-frère, Guy von Dardel (1919-2009). Deux ans plus tard, il a aussi une demi-sœur, Nina Lagergren, née von Dardel, dont la fille, Nane Maria Lagergren, épousera Kofi Annan,. La mère et le beau-père de Raoul se suicident tous les deux par overdose médicamenteuse à deux jours d'intervalle en 1979 ; leur fille Nina Lagergren a attribué leur suicide à leur désespoir de n'avoir jamais retrouvé Raoul.

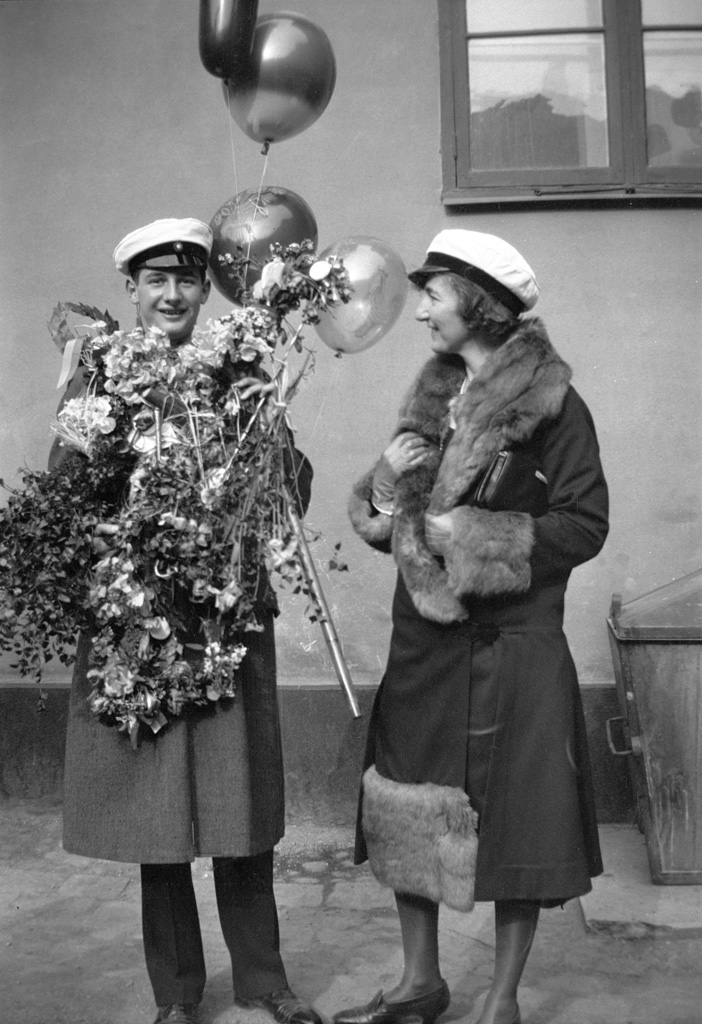
Raoul et sa mère Maj von Dardel, le jour de remise des diplômes à Nya Elementar Senior High School, Stockholm, mai 1930.

En 1931, Wallenberg se rend aux États-Unis étudier l'architecture à l'université du Michigan, où il apprend à parler l'anglais, l'allemand et le français. Ses vacances lui servent à explorer l'Amérique. Bien qu'il appartînt à une famille aisée, il travaillait pendant son temps libre à des petits boulots, y compris une Foire mondiale.
Après son diplôme, il n'arrive pas à trouver du travail comme architecte à son retour en Suède. Finalement, son grand-père lui en trouve un au Cap, en Afrique du Sud, dans les bureaux d'une compagnie suédoise qui vend des matériaux de construction. De 1935 à 1936, il occupe un poste peu important dans une succursale de la Banque de Hollande à Haïfa en Palestine mandataire. Revenu en Suède en 1936, il obtient, avec l'appui de son oncle et parrain, Jacob Wallenberg, un emploi à Stockholm, à la Central European Trading Company, une société d'import-export d'aliments et friandises, qui s'occupe de commerce entre Stockholm et l'Europe centrale, et appartient à un Juif hongrois du nom de Kálmán Lauer.

## Travail en Hongrie

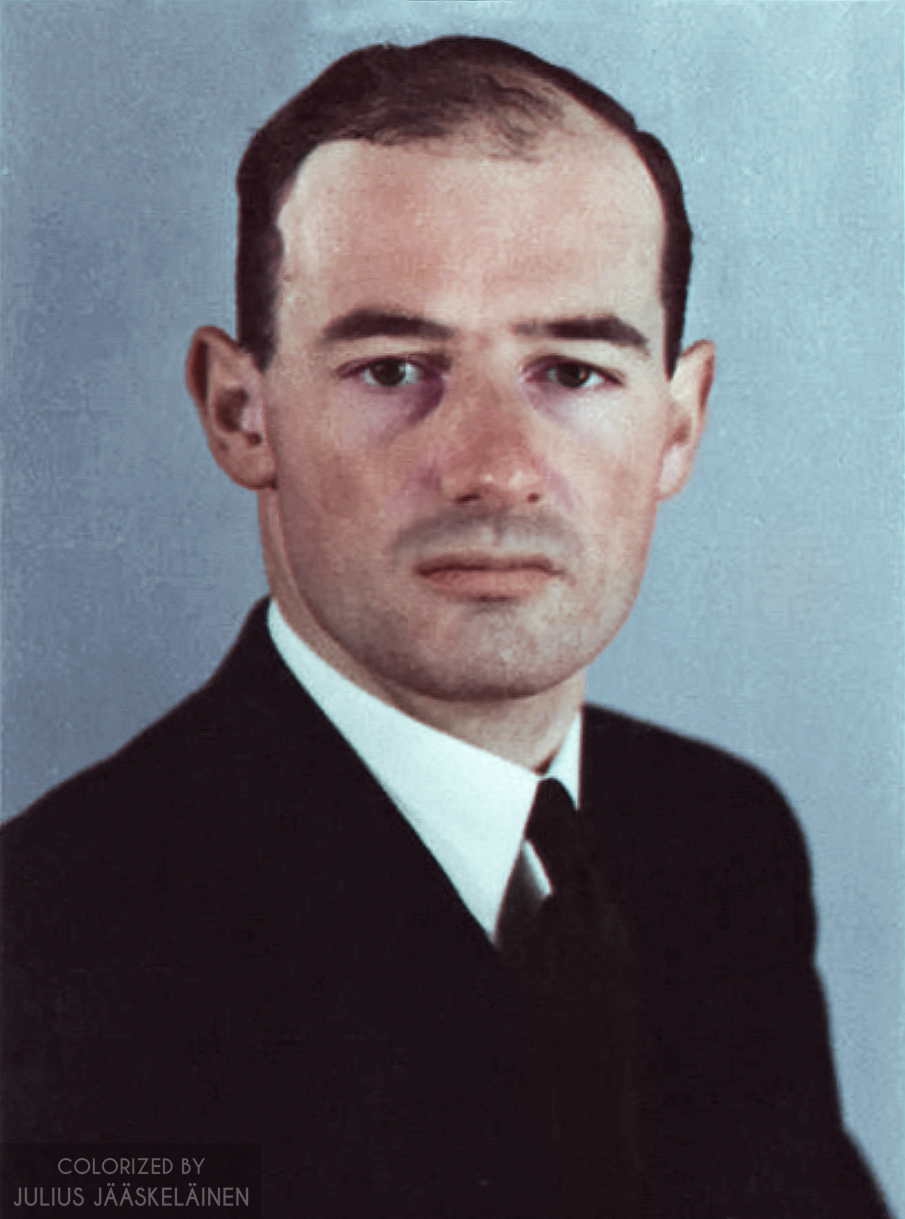
Photographie mise en couleur de Raoul Wallenberg.

En 1938, la Hongrie du régent Miklós Horthy édicte une série de mesures antisémites qui limitaient pour les Juifs les professions autorisées, leurs déplacements, réduisaient leur nombre dans les emplois publics (numerus clausus) et interdisaient les mariages mixtes. Lauer a de plus en plus de mal à voyager en Hongrie, si bien que Wallenberg devient son homme de confiance. Il apprend rapidement le hongrois et, à partir de 1941, effectua de fréquents voyages à Budapest. Pendant un an, il est l'un des copropriétaires de la compagnie et son directeur international.

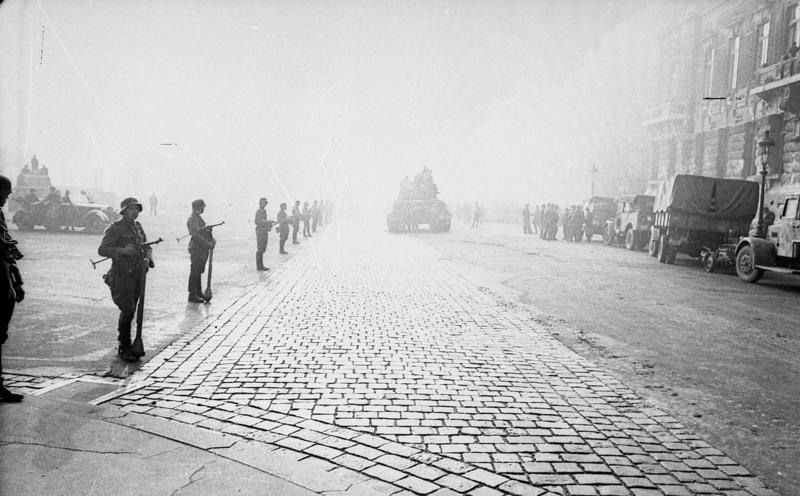
L'armée allemande à Budapest.

En avril et mai 1944, quand leur défaite apparait inévitable, les Allemands et leurs alliés en Hongrie commencent à déporter massivement les Juifs hongrois au rythme de 12 000 par jour, principalement vers Auschwitz. Cette persécution est bientôt parfaitement connue à l'étranger, à la différence de la Shoah, dont on sait l'existence sans pour autant en mesurer l'étendue exacte. Vers la fin du printemps 1944, George Mantello publie ce qu'on appelle maintenant le rapport Vrba-Wetzler. Churchill, Roosevelt et d'autres travaillent alors pour aider Horthy à faire cesser les déportations.
Au printemps 1944, le président Roosevelt envoie à Stockholm Iver Olsen comme représentant officiel du War Refugee Board américain (WRB). Celui-ci cherche quelqu'un qui est à la fois motivé et capable pour se rendre à Budapest et organiser un programme de sauvetage pour les Juifs. Conseillé chaleureusement par Kálmán Lauer, il vit dans Wallenberg l'homme qu'il lui fallait.

### Diplomate à Budapest

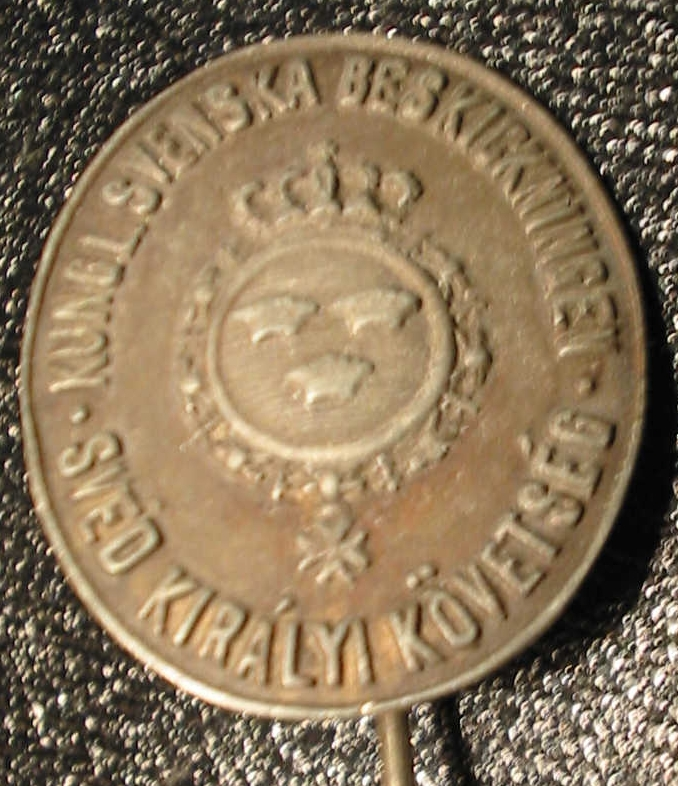
Insigne de la légation suédoise à Budapest en 1944-1945.

Le 9 juillet 1944, Wallenberg se rend à Budapest en tant que premier secrétaire à la légation suédoise de cette ville. Il s'inspire de la méthode créée à Budapest par le vice-consul de Suisse Carl Lutz, et inspirée du Suédois espérantiste Valdemar Langlet : celle des sauf-conduits. De concert avec son homologue le diplomate suédois Per Anger, il fait imprimer des « passeports de protection » (en allemand : Schutz-Pass), qui identifient les porteurs comme sujets suédois en instance de rapatriement et les empêchent d'être déportés
. Malgré leur absence de valeur juridique, ces documents ont l'air officiels et ils sont acceptés de façon générale par les autorités allemandes et hongroises, qui quelquefois se laissent corrompre. La légation suédoise à Budapest réussit également à négocier avec les Allemands pour que les porteurs de ces passeports de protection soient traités comme des citoyens suédois et dispensés du port obligatoire de l'étoile jaune sur leurs vêtements.
Avec l'argent fourni par le War Refugee Board, Wallenberg loue à Budapest trente-deux bâtiments qu'il déclare protégés par l'immunité diplomatique. La location est financée par des fonds de la légation. Il installe sur leurs portes des plaques telles que « Bibliothèque suédoise » ou « Institut suédois de recherche » et accroche d'énormes drapeaux suédois sur la façade des locaux pour donner encore plus de crédit à sa ruse. Ces bâtiments finissent par abriter près de 10 000 personnes.

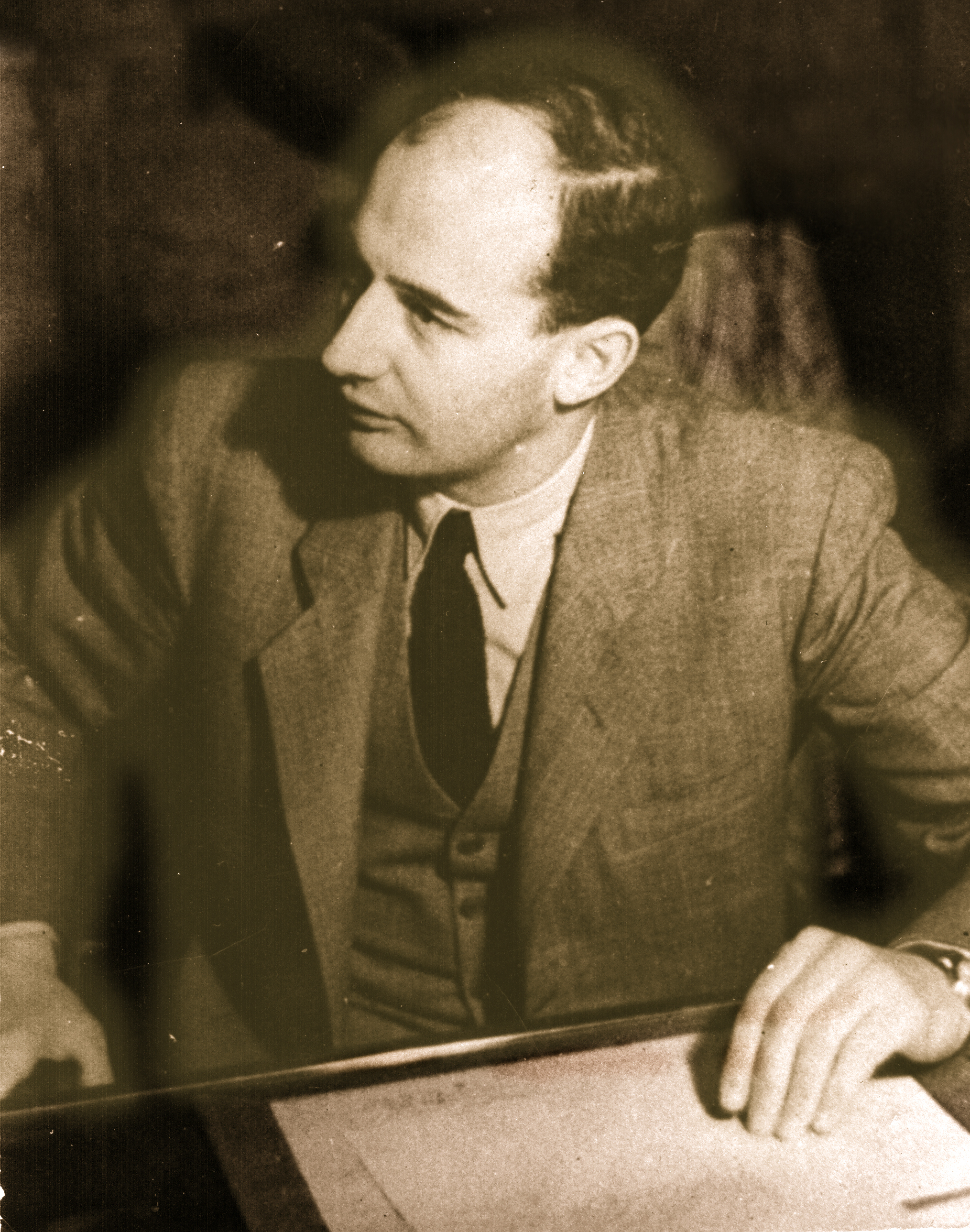
Wallenberg, avant 1945.

Sandor Ardai, l'un des chauffeurs qui travaillent pour Wallenberg, raconte ce que ce dernier a fait quand il intercepte un convoi de Juifs sur le point de partir pour Auschwitz, gardés par les SS et les Croix fléchées :
« Il a grimpé sur le toit du train et a commencé à tendre des passeports de protection à travers les portes qui n'avaient pas encore été hermétiquement fermées. Comme il ignorait les ordres des Allemands qui le sommaient de descendre, les Croix fléchées ont commencé à tirer sur lui en lui criant de s'en aller. Il les a ignorées elles aussi, et continué calmement à distribuer des passeports à ceux qui tendaient les mains vers lui. Je crois volontiers que ces Croix fléchées visaient délibérément au-dessus de sa tête, puisque pas un coup ne l'a atteint, autrement ç'aurait été impossible, et je suis persuadé que, si elles l'ont fait, c'est qu'elles étaient vraiment impressionnées par son courage. Après que Wallenberg eut donné les derniers de ses passeports, il a ordonné à tous ceux qui en avaient un de quitter le train et de se rendre à pied jusqu'à la caravane de voitures qu'il avait garées à proximité et qui portaient toutes les couleurs suédoises. Je ne me souviens pas exactement du nombre, mais dans ce train ce sont plusieurs douzaines de personnes qu'il a sauvées. Les Allemands et les Croix fléchées étaient si abasourdis qu'ils l'ont laissé partir. »
Au plus fort du programme, on compte plus de 350 personnes qui ont été impliquées dans le sauvetage des Juifs. La religieuse Sára Salkaházi a été arrêtée alors qu'elle donnait refuge à des femmes juives et a été tuée par les membres des Croix fléchées. Le vice-consul de Suisse Carl Lutz a lui aussi fait faire des passeports de protection de l'ambassade suisse au printemps 1944 ; et l'homme d'affaires italien Giorgio Perlasca, qui se faisait passer pour le consul d'Espagne, a fabriqué de faux visas.

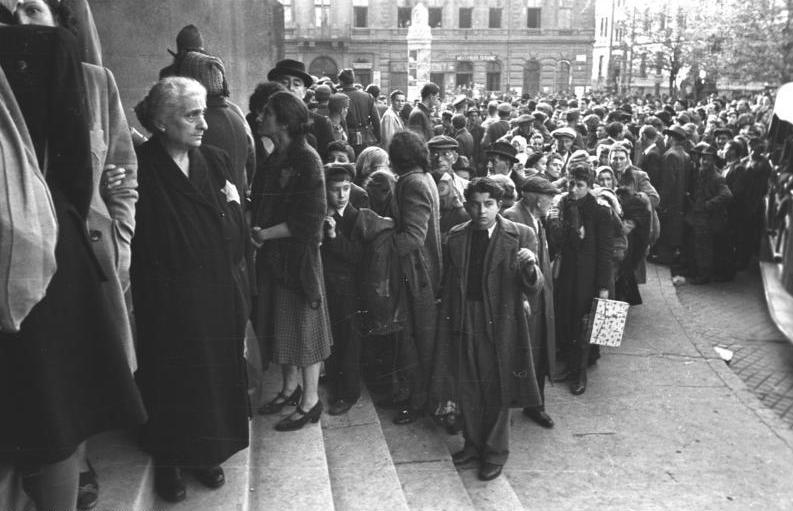
Budapest, octobre 1944 : arrestation de Juifs.

Wallenberg commence à dormir chaque nuit dans une maison différente pour éviter d'être capturé ou tué par les Croix fléchées ou par les hommes d'Eichmann. Deux jours avant l'occupation de Budapest par les Russes, il négocie à la fois avec Adolf Eichmann et avec le général Gerhard Schmidthuber, commandant de l'armée allemande en Hongrie. Wallenberg soudoie Pál Szalai, un membre des Croix fléchées, et ce dernier leur remet une note par laquelle Wallenberg réussit à les persuader d'annuler une marche de la mort destinée à éliminer les Juifs qui restent à Budapest : il les menace de les faire poursuivre pour crimes de guerre dès la victoire des Alliés et de finir pendus,.
Parmi les personnes sauvées par Wallenberg, on trouve le biochimiste Lars Ernster (en), qui est hébergé à l'ambassade suédoise, et Tom Lantos, futur membre de la Chambre des représentants des États-Unis. Tom Lantos, qui est adolescent pendant la Shoah, a pu vivre dans l'une des maisons louées par Wallenberg pour accueillir les Juifs. Il est à l'origine du projet de loi qui a fait de Wallenberg un citoyen d'honneur des États-Unis.

## Détention par les Soviétiques
L'Armée rouge entre à Budapest le 16 janvier 1945 et, le 17 janvier, on appelle Wallenberg au quartier général du maréchal Rodion Malinovski à Debrecen ; on soupçonne qu'il est un espion au service des États-Unis et que le War Refugee Board était impliqué dans l'espionnage,,. Les derniers mots que l'on connaisse de Wallenberg sont : « Je dois aller voir Malinovsky… Est-ce comme invité ou comme prisonnier, je ne le sais pas encore ». En 2003, un examen des correspondances soviétiques pendant la guerre a indiqué que c'est peut-être le communiste hongrois Vilmos Böhm qui a dénoncé Wallenberg à Staline comme un individu suspect.
Les renseignements sur Wallenberg après son arrestation relèvent surtout de la spéculation, mais de nombreux témoins prétendent l'avoir rencontré pendant son emprisonnement.
Wallenberg est amené par train de Debrecen à Moscou, à travers la Roumanie. Il se peut que les Soviétiques l'aient transféré dans leur capitale en espérant pouvoir l'échanger contre des déserteurs réfugiés en Suède. Le 16 janvier 1945, Vladimir Dekanosov notifia aux Suédois que Wallenberg était sous la protection des autorités soviétiques. Le 21 janvier 1945, il est transféré à la prison de la Loubianka et enfermé dans la cellule 123 avec comme compagnon de cellule Gustav Richter, attaché de police à l'ambassade allemande en Roumanie. En 1955, Richter a témoigné en Suède que Wallenberg est interrogé une fois pendant environ une heure et demie, au début de février 1945. Le 1er mars 1945, Richter est changé de cellule et ne revoit jamais Wallenberg,.
Le 8 mars 1945, la radio hongroise contrôlée par les Soviétiques annonce que Wallenberg et son chauffeur ont été assassinés sur la route de Debrecen, en suggérant qu'ils ont été tués par les Croix fléchées ou par la Gestapo. Le ministre des Affaires étrangères de Suède, Östen Undén, et son ambassadeur en Union soviétique, Staffan Söderblom, croient à tort qu'ils étaient morts. En avril 1945, W. Averell Harriman, du département d'État américain, offre son aide au gouvernement suédois pour rechercher ce qu'il est arrivé à Wallenberg, mais l'offre est refusée. Söderblom rencontra Molotov et Staline à Moscou le 15 juin 1946. Söderblom, croyant toujours à la mort de Wallenberg, manque l'occasion de parler d'un échange contre des déserteurs russes en Suède,.

## Mort

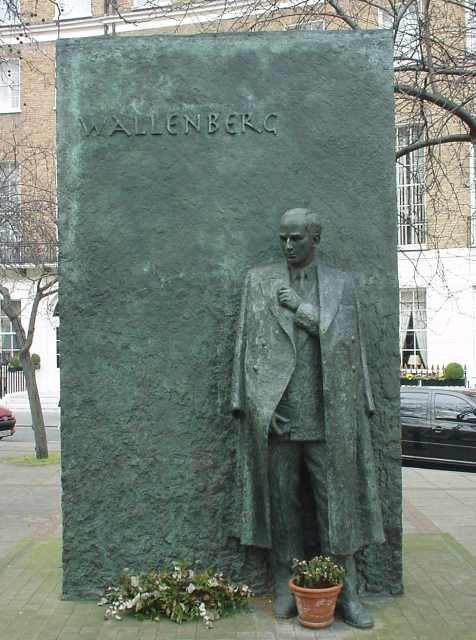
Monument à la mémoire de Raoul Wallenberg sur la place Cumberland à Londres.

Le 6 février 1957, les Soviétiques ont publié un document daté du 17 juillet 1947 et où on lisait : « Je vous informe que le prisonnier Wallenberg que vous connaissez bien, est mort subitement dans sa cellule cette nuit, probablement à la suite d'une crise cardiaque. Conformément aux instructions que vous m'avez données de m'occuper personnellement de Wallenberg, je demande l'autorisation de procéder à une autopsie en vue d'établir de la cause du décès… J'ai personnellement informé le ministre et il a été ordonné que le corps fût incinéré sans autopsie. ». Le document, signé par Smoltsov, qui dirigeait alors l'infirmerie de la Loubianka, était adressé à Viktor Abakoumov, ministre de la Sécurité de l'État,. En 1989, les Soviétiques ont rendu à sa famille des objets personnels appartenant à Wallenberg, notamment son passeport et un porte-cigarettes en or et argent. Les fonctionnaires soviétiques ont dit avoir trouvé ces objets alors qu'ils rénovaient les étagères dans une pièce de dépôt,.
À Moscou, en 2000, Alexandre Nikolaïevitch Iakovlev fait savoir que Wallenberg est exécuté en 1947 à la prison de la Loubianka. Il rapporte ce que Vladimir Krioutchkov, ancien chef de la police secrète soviétique, lui aurait dit de cette exécution au cours d'une conversation privée. Cette déclaration n'explique ni la raison pour laquelle Wallenberg a été exécuté, ni les mensonges du gouvernement,. Pavel Soudoplatov a assuré que Raoul Wallenberg avait été empoisonné par Mairanovski, le « médecin de la mort » de Staline. En 2000, le procureur russe Vladimir Ustinov signe un verdict réhabilitant de façon posthume Wallenberg et son chauffeur Langfelder, en tant que « victimes de la répression politique ». Un certain nombre de dossiers relatifs à Wallenberg ont été remis au grand-rabbin de Russie par le gouvernement russe en septembre 2007. Ils devaient être conservés au musée de la Tolérance qui a ouvert à Moscou en 2012.

### Au sujet de l'année de sa mort
Plusieurs anciens prisonniers assurent avoir vu Wallenberg après 1947, que l'on donne comme l'année de sa mort. L'ancien colonel allemand Theodor von Dufving, qui fut prisonnier de guerre, déclare nettement qu'il l'aurait croisé en février 1949. Alors qu'il se trouvait dans le camp de transit de Kirov et en route vers Vorkouta, Dufving a rencontré un prisonnier avec un gardien qui lui était spécialement affecté ; il était habillé de vêtements civils. Ce prisonnier assure qu'il est un diplomate suédois et qu'il était là « à la suite d'une grave erreur ».
Efim (ou Yefim) Moshinsky prétend avoir vu Raoul Wallenberg sur l'île Wrangel en 1962,. Une femme a affirmé qu'elle avait vu Wallenberg dans une prison soviétique au cours des années 1960. Les deux derniers témoins ayant assuré avoir vu Wallenberg ont déclaré indépendamment l'un de l'autre qu'ils avaient la preuve qu'il était dans une prison en novembre 1987.

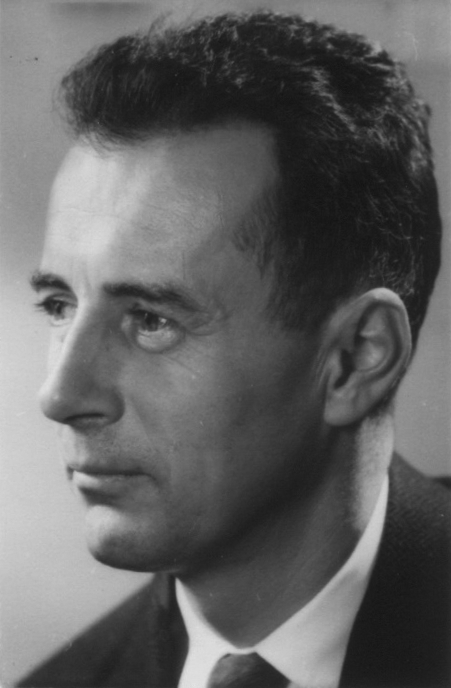
Le physicien Guy von Dardel.

Le mystère de sa disparition se trouve aggravé par l'attitude d'une partie de sa famille : ses deux oncles, Markus et Jakob, refusent, par leur silence, toute tentative d'éclaircissement sur son sort. Contacté en 1947 par le président des États-Unis Harry Truman, Markus Wallenberg ne donne pas suite. Plus tard, lorsque Simon Wiesenthal désire fonder un Comité Wallenberg en France, il se heurta au même silence.

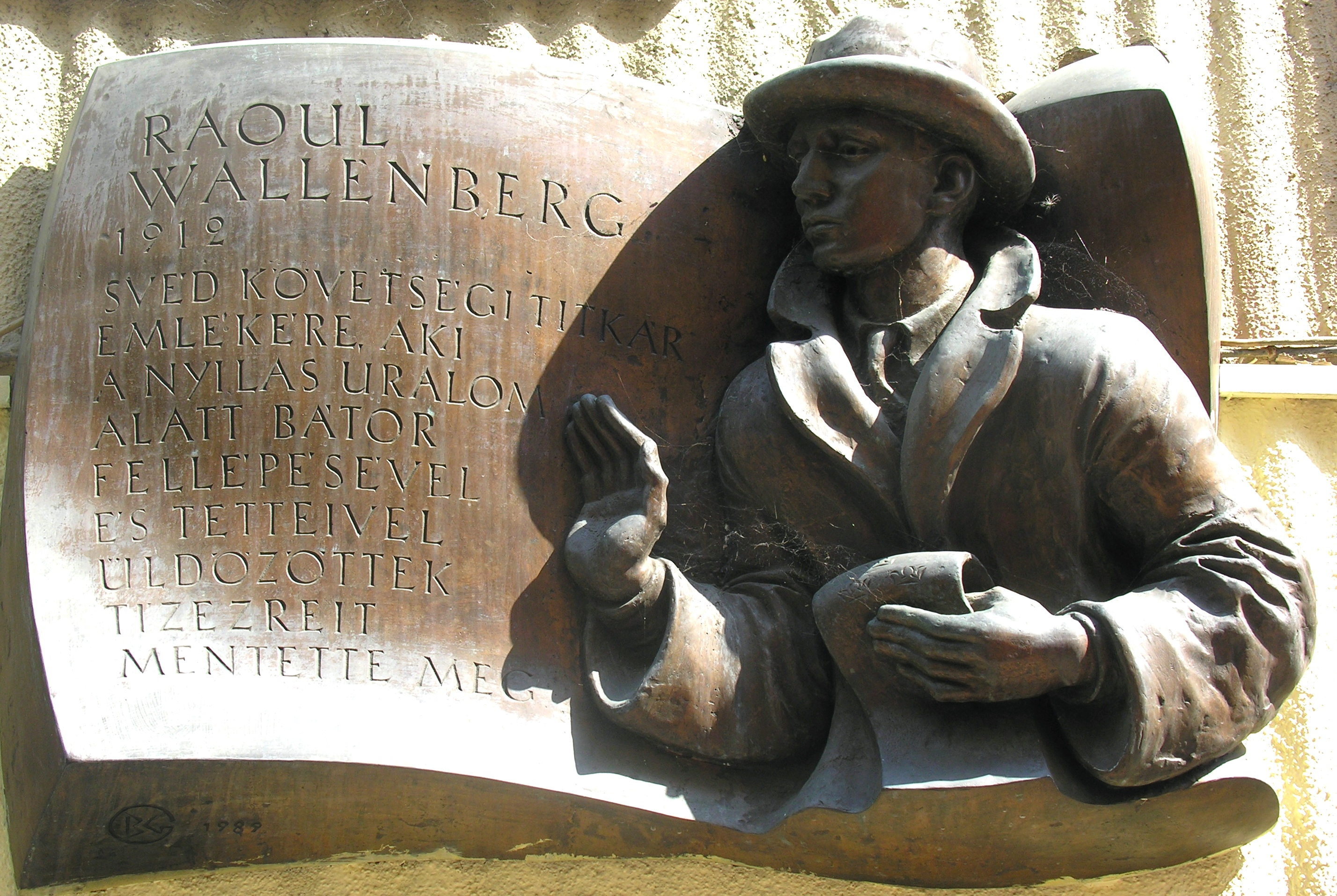
Plaque commémorative pour Raoul Wallenberg à Budapest.

Le professeur Guy von Dardel, physicien connu et retraité du CERN, a déployé de grands efforts pour chercher à savoir ce qu'il était advenu de son demi-frère, Raoul Wallenberg. En 1991, a été créé à son initiative un groupe de travail suédo-russe afin d'inventorier 11 archives militaires et gouvernementales différentes de l'ancienne Union soviétique,,. Lui-même s'est rendu une cinquantaine de fois en Union soviétique pour des discussions et des recherches et il a examiné les archives de la prison de Vladimir. À la suite de la demande de Guy von Dardel et avec l'aide de Denis Sellem, Raoul Wallenberg a été réhabilité en 2001. Au cours des ans, von Dardel a parcouru 50 000 pages d'archives : entrevues, articles de journaux, lettres et autres documents relatifs à ses recherches. De nombreuses personnes, y compris le professeur von Dardel et ses filles Louise et Marie, n'acceptent pas les différentes versions de la mort de Wallenberg et demandent toujours que les archives en Russie, Suède et Hongrie soient ouvertes à des chercheurs indépendants.
Aujourd'hui, c'est la nièce de Wallenberg, Louise von Dardel, qui est l'âme de ce travail ; elle consacre une grande partie de son temps à parler de Wallenberg et à faire pression sur différents pays pour qu'ils finissent par donner des renseignements sur son oncle.

## Procès-spectacle en Hongrie sur l'affaire Wallenberg
Le 7 avril 1953, au petit matin, Miksa Domonkos, l'un des chefs de la communauté juive de Budapest, fut enlevé par des agents de l'ÁVH, la police secrète communiste. C'était la préparation d'un procès-spectacle à Budapest destiné à prouver que Raoul Wallenberg n'avait pas été emmené en Union soviétique en 1945, mais avait été la victime de sionistes cosmopolites. Pour cette farce judiciaire, on arrêta deux autres dirigeants juifs — László Benedek et Lajos Stöckler — en même temps que deux prétendus « témoins oculaires » — Pál Szalai et Károly Szabó — et on les interrogea sous la torture.
Les dernières personnes à avoir rencontré Wallenberg à Budapest étaient Ottó Fleischmann (le médecin-psychologue qui travaillait à la légation), Károly Szabó et Pál Szalai, qui avaient été invités à un dîner à l'ambassade de Suède, rue Gyopár (Gyopár utca), le 12 janvier 1945. C'est le jour suivant, le 13 janvier, que Wallenberg contacta les Russes. En 1953, Ottó Fleischmann quitta la Hongrie et continua d'exercer comme médecin à Vienne.
Károly Szabó fut interpellé dans la rue le 8 avril 1953 et arrêté sans la moindre procédure légale. Sa famille n'eut aucune nouvelle de lui tout au long des six mois qui suivirent. Un procès secret fut mené contre lui mais aucun rapport officiel n'en est disponible jusqu'à maintenant. Après six mois d'interrogatoire, les accusés en étaient réduits au désespoir et à l'épuisement.
L'idée que les « assassins de Wallenberg » étaient des « sionistes » de Budapest était soutenue principalement par le dirigeant communiste hongrois Ernő Gerő, comme le montre une note envoyée par lui au Premier secrétaire Mátyás Rákosi. Ce procès-spectacle avait été imaginé à Moscou et faisait suite à la campagne antisioniste de Staline. Après la mort de Staline et de Béria, on cessa les préparatifs pour le procès et on relâcha les personnes arrêtées. Miksa Domonkos passa une semaine à l'hôpital mais mourut bientôt chez lui, en grande partie à cause des mauvais traitements qu'il avait subis,.

## Hommages

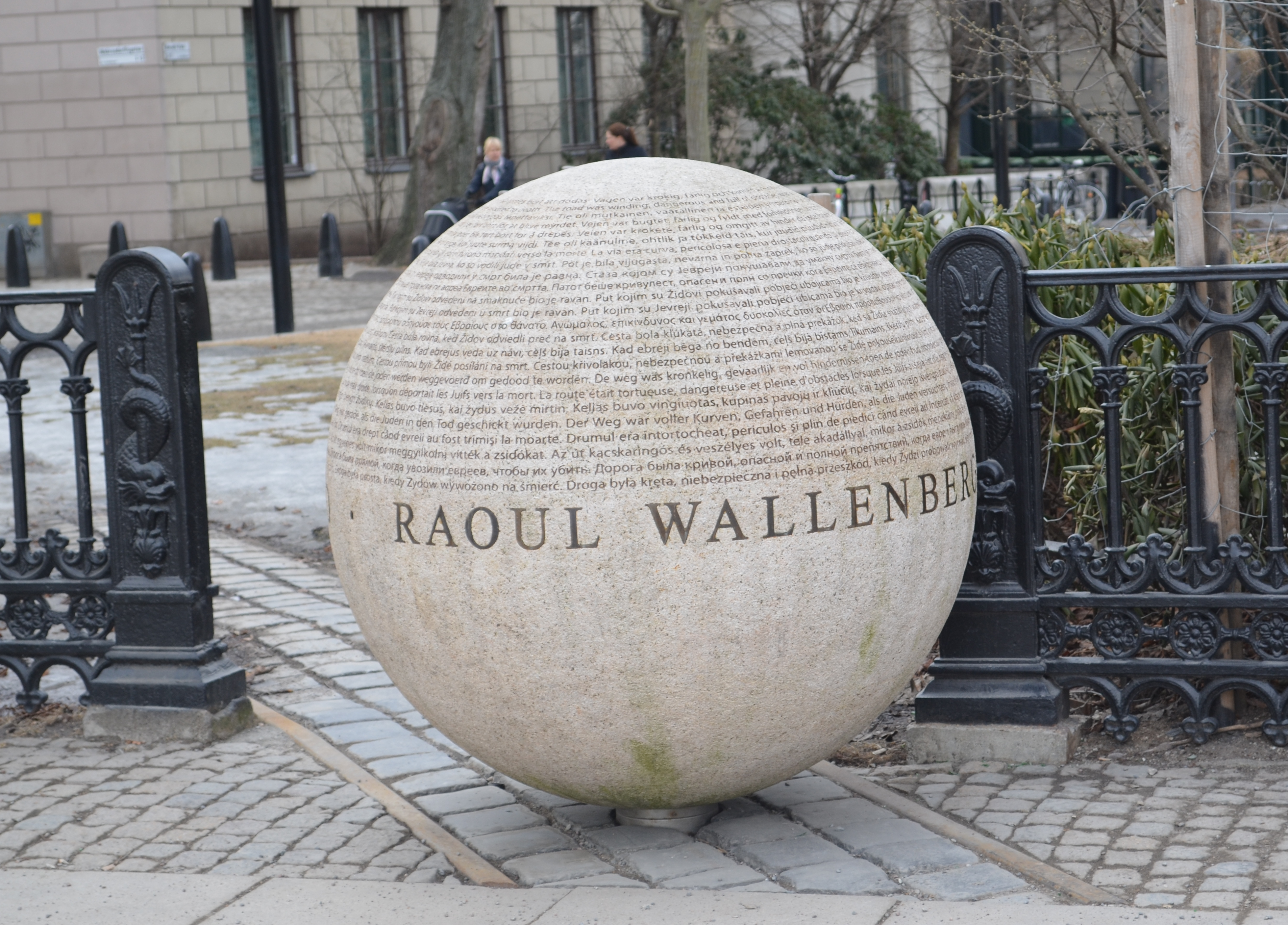
Mémorial Raoul Wallenberg à Stockholm.

En janvier 2008, lors du discours prononcé par la fille de Tom Lantos jadis sauvé par Wallenberg, aux cérémonies de commémoration de la Shoah aux Nations Unies, il est rendu hommage à Wallenberg en ces termes : « Durant l’occupation nazie, ce jeune et héroïque diplomate délaissa le confort et la sécurité dont il jouissait à Stockholm pour voler au secours de ses frères humains dans l’enfer qu’était devenue la capitale hongroise. Il n’avait pas grand-chose en commun avec eux : il était luthérien, eux étaient Juifs, il était Suédois, eux Hongrois. Pourtant, faisant preuve d’un courage et d’une créativité hors du commun, il sauva la vie de dizaines de milliers d’hommes, de femmes et d’enfants en les plaçant sous la protection de la couronne suédoise ».
Le Conseil de l'Europe décerne un prix qui porte son nom : le prix Raoul Wallenberg du Conseil de l’Europe récompense tous les deux ans une personne, un groupe ou une organisation pour ses accomplissements humanitaires exceptionnels. Les lauréats de ce prix sont : en 2014, Elmas Arus, jeune réalisatrice turque, en 2016, l’Association grecque Agkalia qui vient en aide aux réfugiés sur l'île de Lesbos, en 2018, Le Centre européen pour les droits des Roms (ERRC), pour son combat contre le racisme et les violations des droits humains, et en 2020, la pédiatre Amani Ballour qui a sauvé des milliers de vie durant le siège de la Ghouta orientale en Syrie.

## Bibliographie

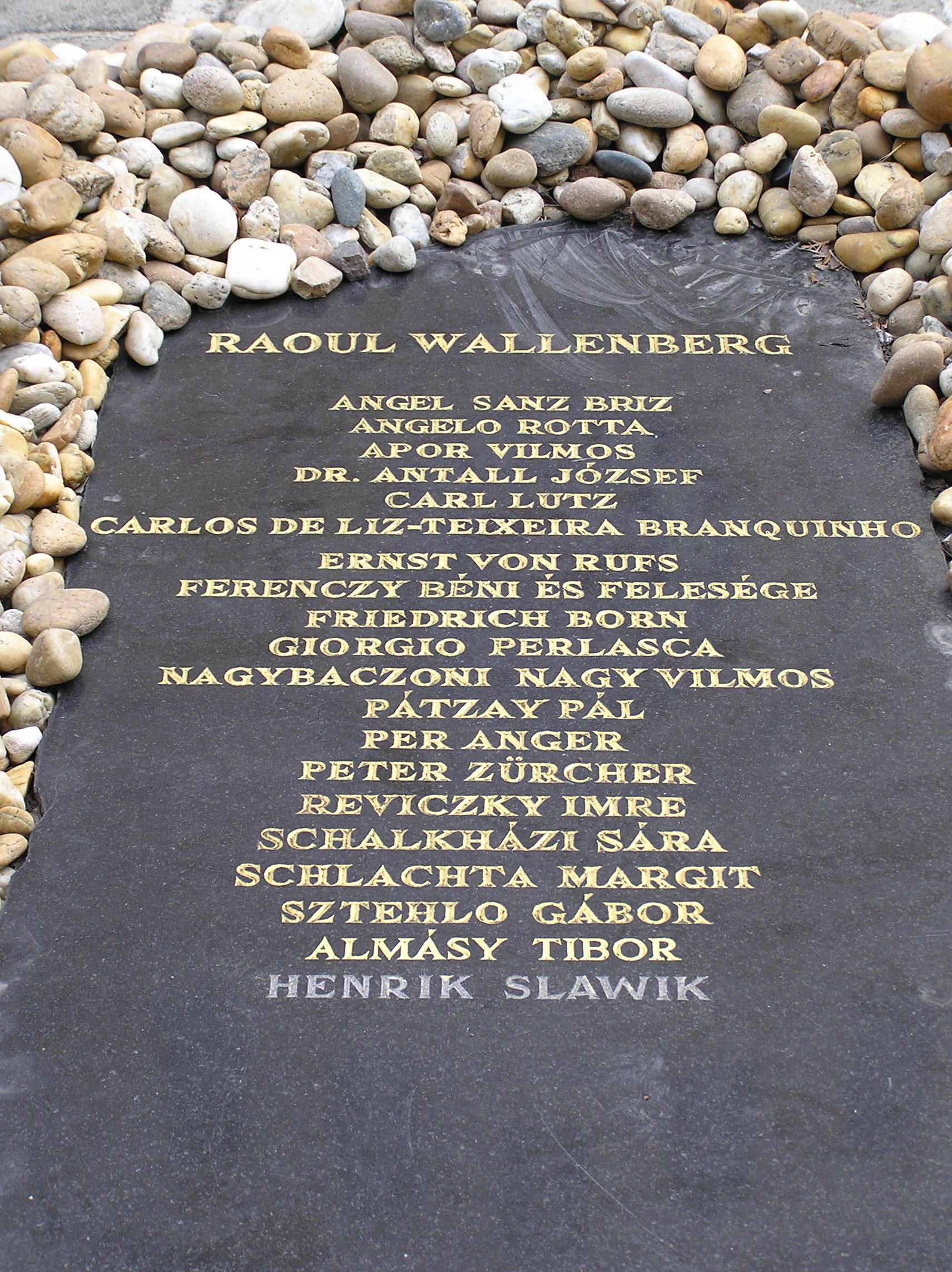
Le mémorial des Justes parmi les Nations (parc Raoul-Wallenberg, Grande synagogue de Budapest).

## Filmographie
- 1985 : Wallenberg : A Hero's Story, téléfilm de fiction de Lamont Johnson avec Richard Chamberlain.
- 1990 : Wallenberg (God afton, herr Wallenberg), film de fiction de Kjell Grede avec Erland Josephson, (de) Inhaltsangabe.
- 1994 : Wallenberg, Autopsie d'une disparition : Wallenberg, où est la vérité ?, documentaire de Jean-Charles Deniau.
- 2002 : Searching for Raoul Wallenberg, documentaire, Intrepid Documentaries, Inc.
- 2004 : Der Fall Raoul Wallenberg, documentaire de Klaus Dexel, Bayerischer Rundfunk, Inhaltsangabe, Arte.
- 2005 : Dead Men's Secrets : Whatever Happened To Raoul Wallenberg?, documentaire, The History Channel.
- 2006 : Raoul Wallenberg, l'Ange de Budapest, de Marcel Collet.

## Divers
- Wallenberg, le premier opéra d'Erkki-Sven Tüür, 2001.
- Raoul, opéra de Gershon Kingsley, 2008.